# IAFIS
IAFIS (англ. Integrated Automated Fingerprint Identification System — интегрированная автоматизированная система идентификации отпечатков) — автоматизированная система дактилоскопического учёта и хранения криминальных досье, используемая ФБР (США) с начала 2000-х годов. IAFIS позволяет производить автоматический поиск отпечатков пальцев, обеспечивает электронное хранение изображений (WSQ и JPEG2000) и электронный обмен дактилокартами и ответами на запросы. IAFIS, вероятно, является крупнейшей биометрической базой данных в мире, храня дактилокарты и криминальные истории 70 миллионов в криминальном разделе, 31 миллион записей на гражданских лиц, и 73 тысячи записей на подозреваемых в терроризме.
Поводом для внесения отпечатков гражданских лиц в систему и их хранения в течение не менее 75 лет (система изначально не имела технической возможности удаления этих записей) являются: проверки биографии при трудоустройстве в федеральные или военные органы, приобретение легального вооружения, регистрация и натурализация иностранцев. Также в систему были внесены отпечатки пальцев с микрофильмов (50 миллионов отпечатков) и отпечатки военнослужащих.
Дактилоскопическая информация добровольно отсылается в ФБР местными и федеральными правоохранительными органами (полицией и другими агентствами). Снятие отпечатков производится как при уголовных арестах, так и при действиях, не связанных с совершениями преступлений, например, при проверке биографии и для участников программ US-VISIT. Затем ФБР вносит дактилокарты в систему, связывая их с доступной криминальной историей человека.
При расследовании преступлений собранные на месте отпечатки могут быть проверены по системе IAFIS для идентификации преступников. За небольшую плату возможно исполнение гражданских запросов.
ФБР планирует заменить IAFIS системой следующего поколения Next Generation Identification, разрабатываемой Lockheed Martin совместно с Safran.
Средняя скорость поиска для запросов, полученных электронным путём, составляет примерно полчаса. В 2010 году в IAFIS было послано более 61 миллиона десятипальцевых дактилокарт (Live Scan).
Серверные мощности IAFIS расположены в  Criminal Justice Information Services.